# Stikine Icecap
Die Stikine Icecap (auch Stikine Icefield genannt) ist eine 21.876 km² große Eiskappe in den Boundary Ranges der Coast Mountains.
Sie erstreckt sich entlang der Grenze zwischen dem Alaska Panhandle und der kanadischen Provinz British Columbia. Sie wird im Süden vom Stikine River und im Norden vom Taku River begrenzt.
Die Eiskappe ist Quellgebiet mehrerer Zuflüsse von Taku River und Stikine River. Sie speist mehrere Gletscher. Der Wright-Gletscher strömt nach Norden zum Taku River. LeConte, Baird, Dawes, South-Sawyer und Sawyer strömen nach Westen und enden direkt am Meer. Der Patterson-Gletscher strömt ebenfalls nach Westen, endet jedoch schon 10 km vor der Küste. Die Gletscher Great, Mud, Flood und Shakes strömen nach Osten bzw. Süden zum Stikine River. Insgesamt macht die vergletscherte Fläche des Stikine Icefields etwa 6 % der vergletscherten Fläche Alaskas aus.
Die weltweite Gletscherschmelze wird auch am Stikine Icefield sichtbar: Seit Mitte des 20. Jahrhunderts kommt es zu einem rapiden Masseverlust, der sich seit der Jahrtausendwende noch beschleunigt hat. In den niedriger gelegenen Zehrgebieten der Gletscher nimmt ihre Dicke um bis zu 5 m pro Jahr ab.
Höchster Gipfel im Stikine Icecap ist der Mount Ratz mit 3090 m.